# Dasyatis pastinaca

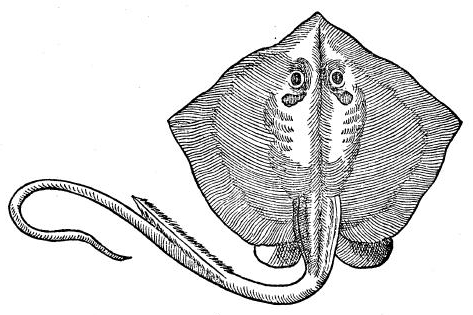
A mais antiga representação gráfica de D. pastinaca que se conhece (da obra De Aquatilibus Libri Duo, publicada em 1553 por Pierre Belon).

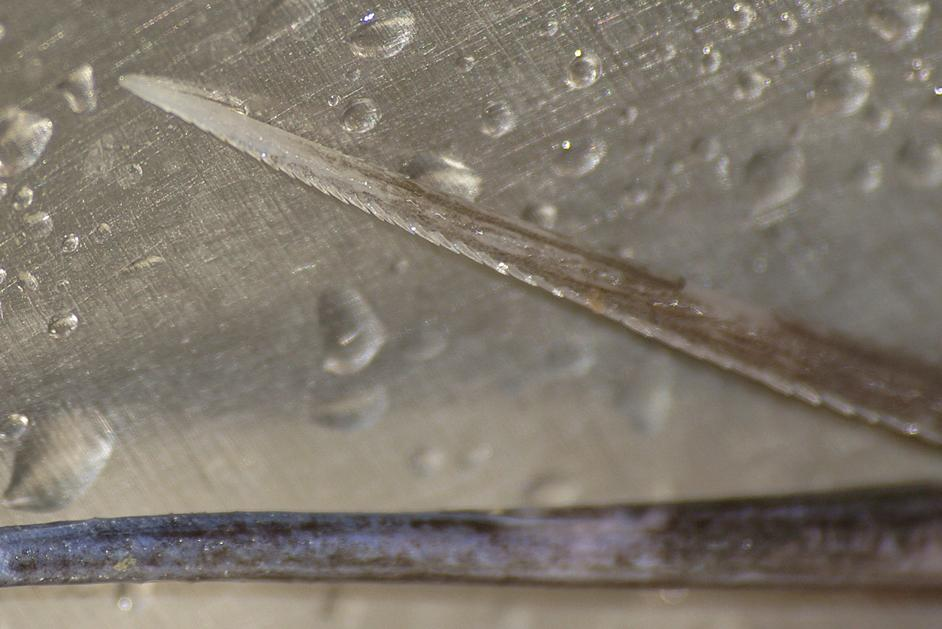
Esporão venenoso de D. pastinaca.

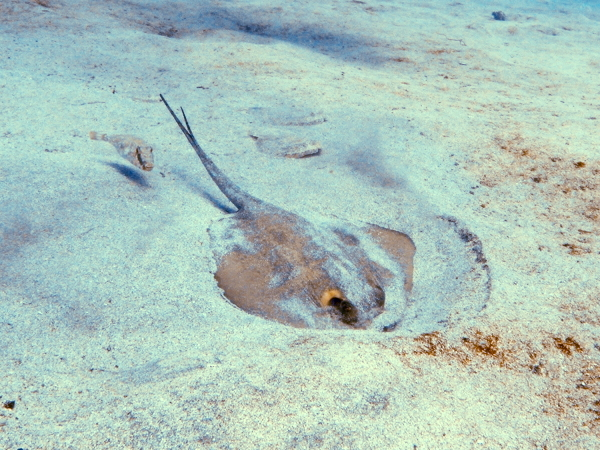
Comportamento típico de D. pastinaca, revolvendo a vasa à procura de presa.

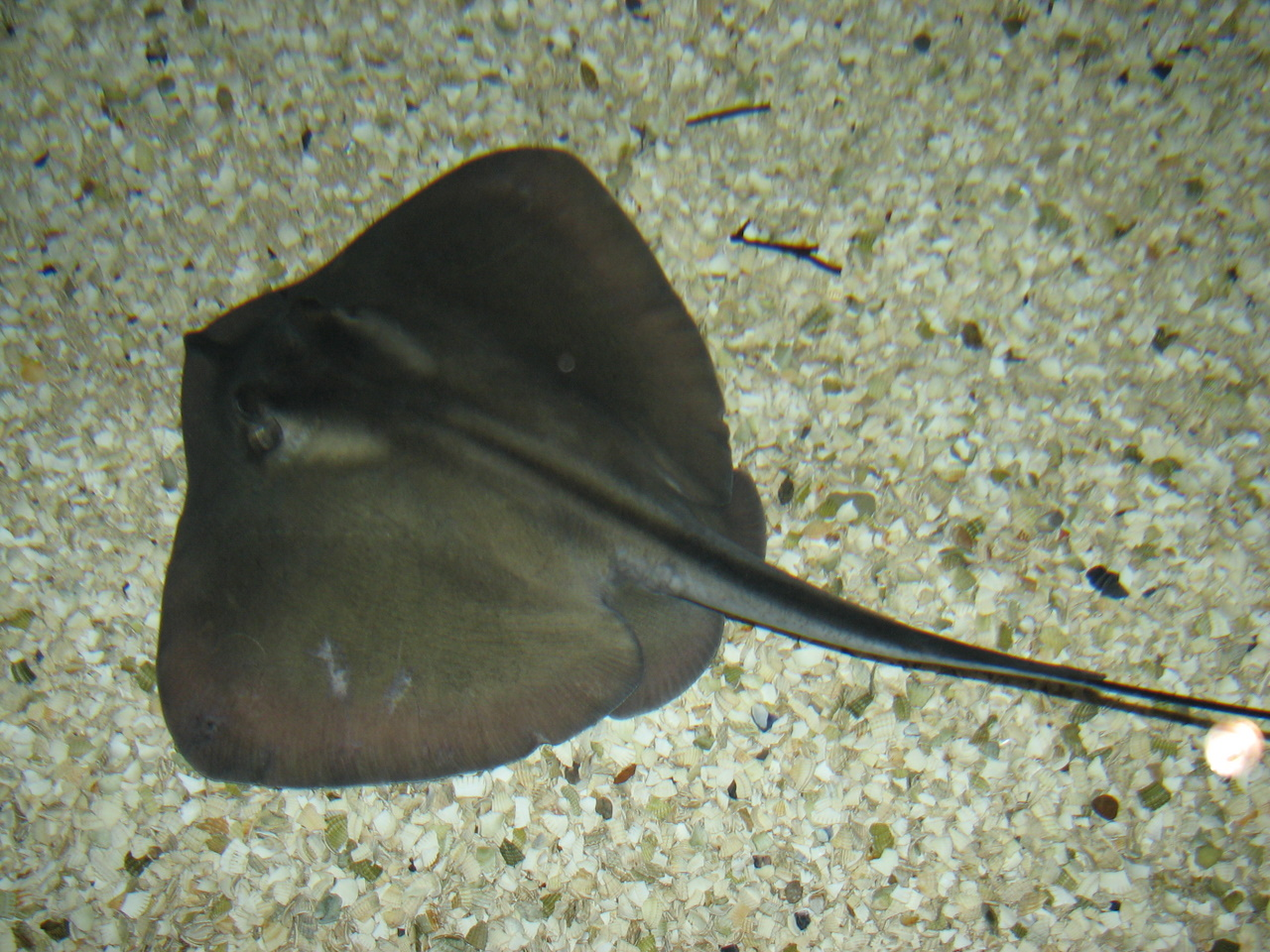
O ratão apresenta em geral uma coloração uniforme e poucas protuberâncias cutâneas.

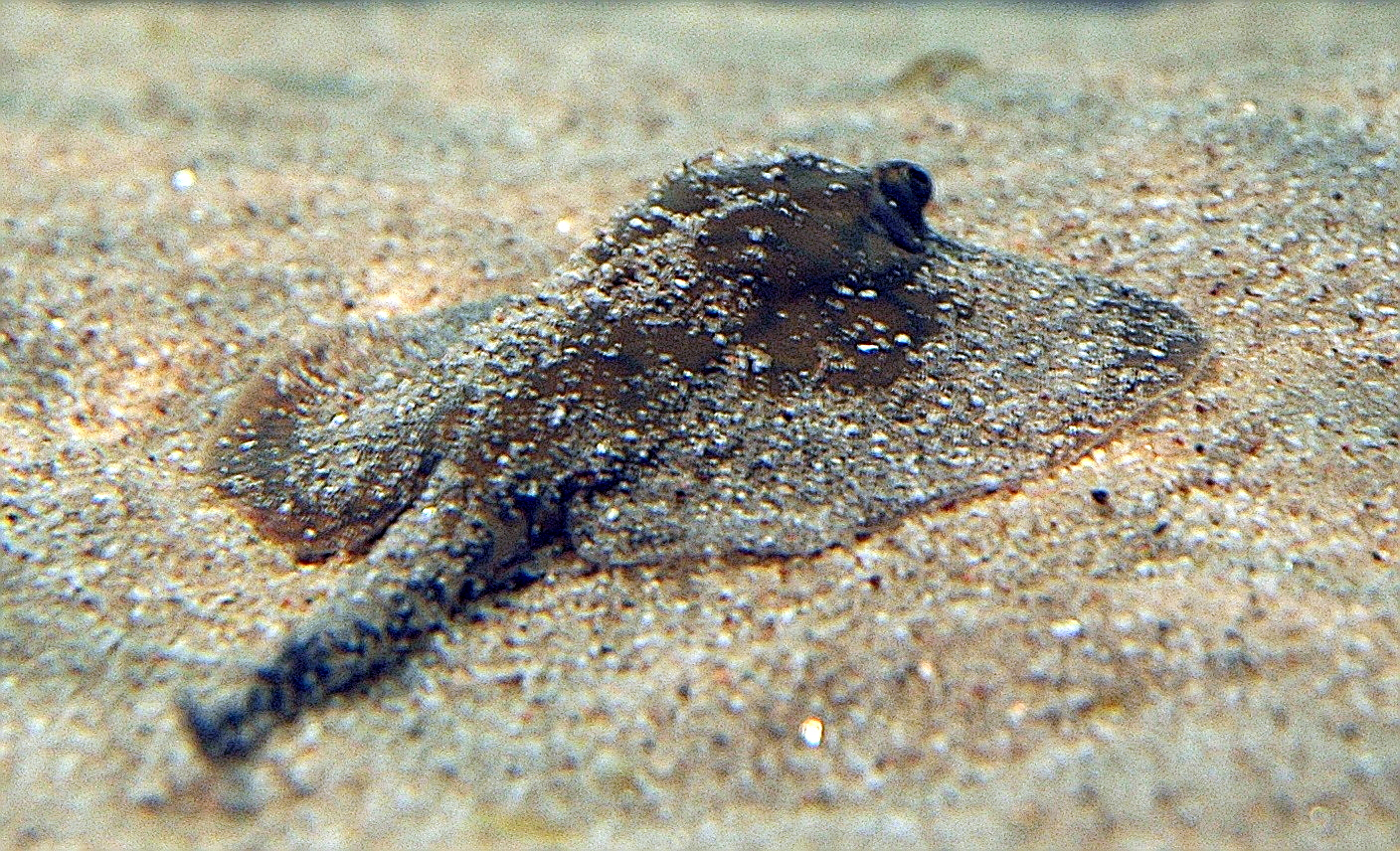
Dasyatis pastinaca (mimetismo num fundo arenoso).

Dasyatis pastinaca, comummente conhecida como ratão, é uma espécie de elasmobrânquios rajiformes (raias) costeiros da família dos Dasiatídeos, com distribuição natural no nordeste do Atlântico (incluindo os arquipélagos da Macaronésia), Mediterrâneo e Mar Negro. O habitat preferido são os fundos arenosos ou lodosos a menos de 60 m de profundidade, frequentemente enterrando-se sob a superfície do sedimento. Forma cardumes que podem ser numerosos. Alimenta-se de crustáceos, pequenos peixes, cefalópodes e bivalves. A espécie é ovovivípara, apresentando escasso ou nulo interesse comercial. Apresenta um esporão venenoso capaz de provocar ferimentos extremamente dolorosos em humanos.

## Nomes comuns
Dá ainda pelos nomes comuns de peixe-rato (ou simplesmente rato) uje, xuxo, urze e usga.

## Descrição e biologia
Os espécimes adultos podem medir entre 1,4 e 2,5 m de largura, mas a maioria não apresenta em geral diâmetro superior a 45 cm.
A barbatana peitoral é um disco achatado, grosseiramente em forma de losango, um pouco mais largo do que longo, com cantos externos estreitos e arredondados. As margens anteriores do disco são quase lineares e convergem num focinho aguçado, ligeiramente saliente. As margens posteriores do disco são convexas. Os olhos são menores do que os espiráculos, um par de aberturas respiratórias emparelhadas que se encontram localizadas logo atrás das estruturas oculares.
A espécie apresenta 28-38 fileiras de dentes superiores e 28-43 fileiras de dentes inferiores. Os dentes são pequenos e sem superfície de corte, dispostos sobre superfícies planas. Apresenta cinco papilas (estruturas em forma de mamilo) na parte inferior da boca.
A cauda é fina e em forma de chicote, medindo cerca de metade do comprimento do disco. Na base da cauda está um esporão com margens fortemente serrilhadas e cortantes, com até 35 cm de comprimento, embora em geral com menos de 20 cm de comprimento, equipado com uma glândula secretora de veneno na sua base. O esporão (conhecido por ferrão) está posicionado a cerca de um terço do comprimento da cauda. Um segundo, ou mesmo um terceiro, esporão podem estar presentes, pois os esporões são regularmente substituídos por novos que crescem antes dos anteriores serem perdidos.
A cauda em torno do esporão tem uma curta prega cutânea por cima e uma prega curta, mas profunda, por baixo. O corpo e a cauda são lisos, com excepção da presença de alguns dentículos dérmicos na margem anterior do disco. Os indivíduos mais velhos podem desenvolver uma fileira de protuberâncias ósseas ao longo da linha média das costas.
A espécie apresenta em geral coloração corporal uniforme, com a face superior em tons de cinza, castanho avermelhado ou verde-oliva. A face ventral é esbranquiçada, com estrias escuras ao longo das margens das barbatanas. Os animais jovens podem apresentar manchas brancas.
Pouco agressivo, o animal geralmente apenas ataca quando pisado ou quando se nada sobre ele em águas rasas. O seu veneno não é fatal, embora possa causar graves lesões dolorosas e paralisia local. As lesões, geralmente descritas como excruciantes, são infligidas pelo esporão caudal cortante, com margesn serrilhadas, associado ao qual está uma glândula secretora de veneno.
Os antigos gregos e romanos temiam o veneno desta raia a ponto de autores, como Eliano (175–235 AD), afirmarem que a ferida provocada pelo esporão era incurável. O naturalista romano Plínio, o Velho (23–79 AD), na sua obra História Natural, afirma que o esporão de D. pastinaca é capaz de matar árvores, perfurar armaduras como uma seta e corroer o ferro. O poeta grego Opiano (172–210) afirma que o toque do veneno desta espécie era capaz de dissolver pedra. Na mitologia grega, é dito que Hércules perdeu um dedo devido à mordedura de uma raia e que Circe armou o seu filho Telégono com uma lança armada com um esporão de raia, com a qual matou acidentalmente o seu pai Odisseu.
O zoólogo britânico Francis Day, na sua obra The Fishes of Great Britain and Ireland (Peixes da Grã-Bretanha e Irlanda), editada em 1884, nota que a carne de D. pastinaca não era geralmente consumida por humanos devido ao seu odor desagradável e que os pescadores do País de Gales usavam um óleo confeccionado com o seu fígado par tratar queimaduras e outros ferimentos. Actualmente, as barbatanas peitorais (ou asas) desta espécie são vendidas como peixe fumado, peixe salgado seco ou em salmoura. É também utilizada na produção de farinha de peixe e óleo de fígado de peixe. O fígado é considerado um acepipe na cozinha francesa, sendo usado para preparar pratos como beignets de foie de raie e foie de raie en croute.
Apesar de não haver qualquer pescaria significativa dirigida à captura de D. pastinaca, a espécie é capturada acidentalmente nas operações de pesca comercial dirigida a outras espécies em grande parte da sua área de distribuição natura. As artes que mais capturam estas raias são as redes de arrasto de fundo, as redes de emalhar, os palangres de fundo, a xávega e o tresmalho. Por causa de sua preferência por habitats costeiros, esta raia é mais susceptível à pesca costeira em pequena escala do que às operações industriais. Nas ilhas Baleares, a espécie representa cerca de 40% dos elasmobrânquios capturados em operações com redes de tresmalho.
Pesquisas indicam que a população destas raias decresceu no Mediterrâneo e no Atlântico Nordeste e pode estar extinta no Golfo da Biscaia. Como resultado, a União Internacional para a Conservação da Natureza (IUCN) avaliou esta espécie como integrada na categoria de "Quase Ameaçada" nessas duas regiões, enquanto que a espécie, como um todo, está listada como com "Dados Deficientes". A espécie está protegido em cinco áreas marinhas protegidas (AMPs) nas ilhas Baleares e também beneficia da proibição pela União Europeia do uso de redes de arrasto até 5,6 km da costa.
A espécie ocorre geralmente em grupos sociais (cardumes), embora sejam frequentemente assinalados indivíduos isolados. Quando em grupo, a espécie aparenta segregar por sexo e parece ser mais activa durante a noite, enterrando-se no sedimento durante o período diurno.
Alimenta-se de uma grande variedade de organismos bentónicos, incluindo crustáceos, cefalópodes, bivalves, poliquetas e pequenos peixes ósseos. A sua capacidade de capturar moluscos, mesmo quando recobertos pelo sedimento, leva a que a espécie seja considerada como capaz de provocar grandes danos em leitos de aquacultura de bivalves.
Um estudo realizado no Golfo de İskenderun, na costa da Turquia, revelou que os crustáceos representam cerca de 99% da dieta da espécie naquela região, com a componente resultante da captura de peixes a aumentar com a idade. Outro estudo, realizado nas águas costeiras da Cilícia, também na Turquia, demonstrou a componente dietética mais importante era o camarão peneiídeo Metapenaeus stebbingi, seguido pelo camarão Alpheus glaber e o caranguejo Charybdis longicollis. Nesta última localidade, os cefalópodes eram uma componente relativamente importante na dieta dos machos, enquanto os peixes eram mais importantes na dieta das fêmeas. Espécimes de D. pastinaca têm sido observados a seguir de perto outros indivíduos da espécie em presença de uma fonte alimentar, um comportamento que que possivelmente lhes permite tirar partido do sucesso mútuo na busca por alimento.
Como acontece com outras raias, D. pastinaca é ovovivípara, do tipo vivíparo aplacentário, com os embriões a serem inicialmente sustentados pelo consumo do material vitelino, posteriormente suplementados por histotrofia ("leite uterino", enriquecido com proteínas, gorduras e muco) fornecido pela mãe através de numerosas extensões do epitélio uterino designadas por trofonemata. Em média as fêmeas produzem duas "ninhadas" de 4 a 9 crias por ano, em geral libertando as crias em águas pouco profundas das calhetas e outras reentrâncias da costa. O período de gestação é de 4 meses.
Vários autores reportam os nascimentos no período estival, entre Maio e Setembro ou mesmo num período mais curto, entre Julho e Agosto. É conhecida a agregação de espécimes maduros nas costas das ilhas Baleares entre meados de Junho e Julho, possivelmente com propósitos reprodutores.
As crias recém-nascidas medem cerca de 8 cm de largura e 20 cm de comprimento. Os machos atingem a maturidade sexual com 22 a 32 cm de largura do seu disco, enquanto as fêmeas atingem essa maturidade com 24 a 38 cm. O indivíduo mais velho capturado tinha 10 anos de idade, mas um espécime vivei mais de 21 anos em cativeiro.
Entre os parasitas conhecidos de D. pastinaca contam-se os tremátodes Heterocotyle pastinacae e Entobdella diadema, e o cestode Scalithrium minimum.

## Distribuição e habitat
A máxima abundância de D. pastinaca ocorre no Mediterrâneo e Mar Negro, embora também ocorra, com uma densidade substancialmente inferior, nas águas costeiras do Atlântico Nordeste, desde o sul da Noruega e da região oeste do Mar Báltico atá à Madeira e Canárias.
A espécie é um peixe de fundo que pode ser encontrado desde a linha de maré até aos 200 m de profundidade, sendo contudo de ocorrência pouco comum abaixo dos 60 m de profundidade. O habitat preferido são os fundos arenosos ou de vasa em águas calmas, embora seja por vezes encontrado nas proximidades de recifes rochosos e em estuários. A espécie tolera águas de baixa salinidade, podendo por isso penetrar profundamente em lagunas e na foz dos rios.
Ao largos dos Açores, D. pastinaca é mais abundante durante o período estival, rareando no inverno, o que sugere uma variação sazonal na distribuição ou uma variação na profundidade dos fundos explorados pela espécie, comportamento que já foi documentado em outras espécies de raias.

## Taxonomia e filogenia
Bem documentada desde a antiguidade clássica europeia, D. pastinaca era conhecida como trygon (τρυγών) pelos antigos gregos e como pastinaca pelos romanos. Um antigo nome comum da espécie na Grã-Bretanha, usado pelo menos desde o século XVIII, é "fire-flare" ou "fiery-flare",aparentemente uma referência à coloração avermelhada da sua carne.
A primeira descrição científica formal da espécie, como Raja pastinaca, é da autoria de Carl Linnaeus, o fundador da moderna taxonomia, que a incluiu na 10.ª edição da sua obra Systema Naturae, publicada em 1758. A espécie foi entretanto incluída no género Dasyatis. São conhecidas na literatura científica pelo menos 25 referências pré-lineanas à espécie, sob diversos nomes não binomiais, utilizando designações como Raja corpore glabro, aculeo longo anterius serrato in cauda apterygia, Pastinaca marina prima e Pastinaca marina lævis. Muitas das antigas descrições, incluindo a de Lineu, também incorporavam informação sobre outras espécies. Em consequência, torna-se aconselhável a designação de um lectótipo para garantir a estabilidade taxonómica deste grupo de espécies, o que ainda não foi conseguido.
A espécie Dasyatis chrysonota, das costas do sul da África, tem sido por vezes considerada como uma variante da D. pastinaca e considerada como uma sua subespécie. Contudo, D. pastinaca não apresenta as marcações de coloração azul das restantes espécies aparentadas e difere em diversos caracteres morfológicos e merísticos, o que levou a que a espécie sul-africana fosse reconhecida como uma espécie separada na sequência dos trabalhos de investigação de Paul Cowley e Leonard Compagno publicados em 1993. A distinção entre estas duas espécies, tal como entre D. pastinaca e D. tortonesei do Mediterrâneo é pouco conhecida e pode necessitar mais investigação.
Em 2001, Lisa Rosenberger publicou uma análise filogenética de 14 espécies de Dasyatis com base na sua morfologia. Nessa análise, D. pastinaca foi considerada como a espécie mais basal do género, com excepção de D. kuhlii e da espécie pelágica D. violacea. Contudo, D. violacea é geralmente considerada como pertencente ao género monotípico Pteroplatytrygon, e recentemente D. kuhlii foi incluída num género diferente, Neotrygon.